# Mycteria americana
La cicogna americana (Mycteria americana Linnaeus, 1758) è una specie della famiglia dei Ciconiidi.

## Descrizione
È un uccello con la livrea bianca, capo e collo glabri di colore nero-bluastro, come i piedi. Nidifica sugli alberi in colonie densamente popolate, che si estendono dalla Carolina meridionale fino alla regione di Buenos Aires.

## Biologia
Le cicogne americane vivono in prevalenza di pesci, che catturano spesso anche a 40 km di distanza dal nido. Possono superare senza particolari sforzi grandi distanze, in quanto esse adottano il volo planato, consumando di conseguenza una minima quantità di energia.

### Riproduzione
In Florida, la deposizione delle uova inizia verso la fine dell'anno, in concomitanza con il sopraggiungere della stagione secca. Se in questo periodo cadono violente piogge, le cicogne non covano: un simile comportamento è probabilmente da ricondursi al fatto che, durante il periodo della siccità, i pesci si raccolgono in una zona più limitata e quindi gli uccelli li possono catturare più facilmente. Le zampe delle cicogne appaiono spesso coperte da uno strato bianco simile a calce; quando la temperatura è molto elevata gli uccelli fanno cadere la propria urina su di esse, e questa evaporando dà una sensazione di refrigerio alle cicogne stesse. Un comportamento analogo fu osservato anche nelle cicogne lattee e nelle cicogne bianche.